# Velika nagrada Belgije 1950
Velika nagrada Belgije 1950 je bila peta dirka Svetovnega prvenstva Formule 1 v sezoni 1950. Odvijala se je 18. junija 1950.

## Prijavljeni
| Št | Dirkač                | Moštvo                        | Konstruktor | Šasija              | Motor          | Gume |
| -- | --------------------- | ----------------------------- | ----------- | ------------------- | -------------- | ---- |
| 2  | Luigi Villoresi       | Scuderia Ferrari              | Ferrari     | Ferrari 125         | Ferrari V12s   | P    |
| 4  | Alberto Ascari        | Scuderia Ferrari              | Ferrari     | Ferrari 125         | Ferrari V12s   | P    |
| 6  | Raymond Sommer        | Privatnik                     | Talbot-Lago | Talbot-Lago T26C    | Talbot L6      | D    |
| 8  | Nino Farina           | SA Alfa Romeo                 | Alfa Romeo  | Alfa Romeo 158      | Alfa Romeo L8s | P    |
| 10 | Juan Manuel Fangio    | SA Alfa Romeo                 | Alfa Romeo  | Alfa Romeo 158      | Alfa Romeo L8s | P    |
| 12 | Luigi Fagioli         | SA Alfa Romeo                 | Alfa Romeo  | Alfa Romeo 158      | Alfa Romeo L8s | P    |
| 14 | Louis Rosier          | Automobiles Talbot-Darracq SA | Talbot-Lago | Talbot-Lago T26C-DA | Talbot L6      | D    |
| 16 | Philippe Étancelin    | Automobiles Talbot-Darracq SA | Talbot-Lago | Talbot-Lago T26C-DA | Talbot L6      | D    |
| 18 | Yves Giraud Cabantous | Automobiles Talbot-Darracq SA | Talbot-Lago | Talbot-Lago T26C-DA | Talbot L6      | D    |
| 20 | Eugene Chaboud        | Ecurie Lutetia                | Talbot-Lago | Talbot-Lago T26C    | Talbot L6      | D    |
| 22 | Pierre Levegh         | Privatnik                     | Talbot-Lago | Talbot-Lago T26C    | Talbot L6      | D    |
| 24 | Johnny Claes          | Ecurie Belge                  | Talbot-Lago | Talbot-Lago T26C    | Talbot L6      | D    |
| 26 | Geoff Crossley        | Privatnik                     | Alta        | Alta GP             | Alta L4s       | D    |
| 30 | Toni Branca           | Privatnik                     | Maserati    | Maserati 4CL        | Maserati L4s   | P    |

## Rezultati

### Kvalifikacije
| Poz | Št | Dirkač                | Konstruktor        | Čas       | Zaostanek |
| --- | -- | --------------------- | ------------------ | --------- | --------- |
| 1   | 8  | Nino Farina           | Alfa Romeo         | 4:37      | -         |
| 2   | 10 | Juan Manuel Fangio    | Alfa Romeo         | 4:37      | + 0       |
| 3   | 12 | Luigi Fagioli         | Alfa Romeo         | 4:41      | + 4       |
| 4   | 2  | Luigi Villoresi       | Ferrari            | 4:47      | + 10      |
| 5   | 6  | Raymond Sommer        | Talbot-Lago-Talbot | 4:47      | + 10      |
| 6   | 16 | Philippe Étancelin    | Talbot-Lago-Talbot | 4:49      | + 12      |
| 7   | 4  | Alberto Ascari        | Ferrari            | 4:52      | + 15      |
| 8   | 14 | Louis Rosier          | Talbot-Lago-Talbot | 4:53      | + 16      |
| 9   | 18 | Yves Giraud Cabantous | Talbot-Lago-Talbot | 4:56      | + 19      |
| 10  | 22 | Pierre Levegh         | Talbot-Lago-Talbot | 5:01      | + 24      |
| 11  | 20 | Eugène Chaboud        | Talbot-Lago-Talbot | 5:13      | + 36      |
| 12  | 26 | Geoff Crossley        | Alta               | 5:44      | + 1:07    |
| 13  | 30 | Toni Branca           | Maserati           | 5:45      | + 1:08    |
| 14  | 24 | Johnny Claes          | Talbot-Lago-Talbot | brez časa | -         |

### Dirka
| Poz | Št | Dirkač                | Konstruktor        | Krogi | Čas/Odstop      | Št. m. | Toč |
| --- | -- | --------------------- | ------------------ | ----- | --------------- | ------ | --- |
| 1   | 10 | Juan Manuel Fangio    | Alfa Romeo         | 35    | 2:47:26         | 2      | 8   |
| 2   | 12 | Luigi Fagioli         | Alfa Romeo         | 35    | + 14 s          | 3      | 6   |
| 3   | 14 | Louis Rosier          | Talbot-Lago-Talbot | 35    | + 2:19          | 8      | 4   |
| 4   | 8  | Nino Farina           | Alfa Romeo         | 35    | + 4:05          | 1      | 4   |
| 5   | 4  | Alberto Ascari        | Ferrari            | 34    | +1 krog         | 7      | 2   |
| 6   | 2  | Luigi Villoresi       | Ferrari            | 33    | +2 kroga        | 4      |     |
| 7   | 22 | Pierre Levegh         | Talbot-Lago-Talbot | 33    | +2 kroga        | 10     |     |
| 8   | 24 | Johnny Claes          | Talbot-Lago-Talbot | 22    | +3 krogi        | 14     |     |
| 9   | 26 | Geoff Crossley        | Alta               | 30    | +5 krogov       | 12     |     |
| 10  | 30 | Toni Branca           | Maserati           | 29    | +6 krogov       | 11     |     |
| Ods | 20 | Eugène Chaboud        | Talbot-Lago-Talbot | 22    | Črpalka za olje | 13     |     |
| Ods | 6  | Raymond Sommer        | Talbot-Lago-Talbot | 20    | Pritisk olja    | 5      |     |
| Ods | 16 | Philippe Étancelin    | Talbot-Lago-Talbot | 15    | Pregrevanje     | 6      |     |
| Ods | 18 | Yves Giraud Cabantous | Talbot-Lago-Talbot | 2     | Črpalka za olje | 9      |     |